# Woolstock, Iowa
Woolstock là một thành phố thuộc quận Wright, tiểu bang Iowa, Hoa Kỳ. Năm 2010, dân số của thành phố này là 168 người.

## Dân số
Dân số qua các năm:
- Năm 2000: 204 người.
- Năm 2010: 168 người.